# Pontapé Inicial
Pontapé Inicial foi um programa esportivo brasileiro de televisão transmitido pela ESPN Brasil, exibido de 2006 a 2013.
Estreado em 30 de outubro de 2006, o programa unia o esporte à música, de segunda à sexta de manhã. Com interatividade com o telespectador, o programa analisa as principais notícias do dia, além de recordar datas históricas, distribuir brindes e receber convidados especiais. O programa era similiar ao Mike and Mike in the Morning, transmitido pela ESPN Radio e ESPN2 nos Estados Unidos.
O principal cinegrafista do programa foi Jackson, que também foi o sommelier oficial do programa e mascote oficial.
Em 2013, o programa é extinto e dá lugar em 2014 ao Bate-Bola, que ganha uma edição na manhã.

## Apresentadores
- Eduardo Monsanto
- José Trajano
- Luiz Hygino

## Apresentadores eventuais
- Arnaldo Ribeiro
- Celso Unzelte
- João Carlos Albuquerque
- Marcelo Duarte
- William Tavares